# Matías Antolín
Matías Antolín Fuente (Alar del Rey, 20 de abril de 1948-Collado Villalba, 16 de julio de 2015) fue un periodista, crítico cinematográfico y escritor español.

## Biografía
Antolín contó con una larga trayectoria en medios de comunicación nacionales. Trabajó en los diarios El País, El Mundo, Diario 16, ABC, El Sol y Liberación. También fue escritor de las revistas Tiempo y Tribuna, y fue colaborador de TVE y Antena 3 en televisión, y RNE, Cadena Cope y Onda Cero (donde ocupó la figura de Defensor del Oyente en el programa Herrera en la Onda) en radio.
Fue también director de la revista Cinema 2002, y coordinador y colaborador en la revista fotográfica de los años 1970 Nueva Lente.
Se desempeñó como articulista habitual de diarios regionales, como Diario Palentino, y fue uno de los defensores del también palentino Ramón Calderón, a quien consideró víctima de un complot de Florentino Pérez y Pedro J. Ramírez, tras su salida como presidente del Real Madrid y procesamiento judicial.
Dentro de su actividad literaria, es autor de títulos relacionados con el cine como Cine Marginal en España, y Manuel Gutiérrez Aragón. En 1994 escribió Con un crimen al hombro. Yo maté a los marqueses de Urquijo, que supuso una auténtica conmoción y donde abordó el trato dado por los medios de comunicación al crimen de los Marqueses de Urquijo en 1980.
Publicó también obras sobre la organización terrorista ETA, como Agur, ETA. El adiós a las armas de un militante histórico (1997), Mujeres de ETA. Piel de serpiente (2002) y El olor del miedo: soy de ETA y vengo a matarte (2003). En 2009 publicó su último libro: José Tomás. Torero de silencio, sobre la figura del torero José Tomás.

## Reconocimiento
- 1975: Premio Ciudad de Alcalá de Cine Aficionado por “Crónica marinera”
- 1976: Premio Ciudad de Alcalá de Cine Aficionado por "Testimonio de un pueblo marginado"